# El gran negoci de les bessones
El gran negoci de les bessones (títol original: Big Business) és una pel·lícula estatunidenca de Jim Abrahams estrenada l'any 1988. Ha estat doblada al català.

## Argument
A la petita localitat de Jupiter Hollow, en un petit hospital rural, neixen quatre bessones. Dues d'elles són filles d'un important i adinerat home de negocis propietari de la fàbrica que dona ocupació a tota la comarca, mentre que les altres dos són filles d'una humil família nombrosa. La despistada i anciana infermera de l'hospital barreja accidentalment les bessones, que a més es diuen igual: Sadie i Rose. Els anys passen, i malgrat que les bessones no s'assemblen en res, viuen feliços sense saber l'error comès fa gairebé 40 anys. Però ara les coses són diferents, ja que les bessones riques tancaran la fàbrica de Jupiter Hollow, i les altres bessones es disposen a viatjar a Nova York per impedir el tancament.

## Repartiment
- Bette Midler: Sadie Shelton/Ratliff
- Lily Tomlin: Rosa Shelton/Ratliff
- Michael Gross: Dr. Jay Marshall
- Barry Primus: Michael
- Michele Placido: Fabio Alberici
- Fred Ward: Roone Dimmick
- Seth Green: Jason
- Daniel Gerroll: Chuck
- Edward Herrmann: Graham Sherbourne
- Deborah Rush: Binky Shelton
- Nicolas Coster: Hunt Shelton
- J. C. Quinn: Garth Ratliff
- Joe Grifasi: Recepcionista
- John Vickery: Director de l'hotel
- Mary Gross: Judy
- Leo Burmester: Bum

## Crítica
"Comedieta destinada al públic infantil. Entretinguda" 